# 121540 Jamesmarsh
121540 Jamesmarsh este o planetă minoră (asteroid) din centura de asteroizi. A fost descoperită pe 31 octombrie 1999 la Catalina Station⁠(d) de Catalina Sky Survey. 
Obiectul prezintă o orbită caracterizată de o semiaxă mare de 2,7757649046968 UAi, o excentricitate de 0,15, o înclinație de 10 ° în raport cu ecliptica.